# Хайме Салазар
Хайме Салазар Ернандес (ісп. Jaime Salazar Hernández, нар. 6 лютого 1931, Мехіко — 14 березня 2011, Куернавака) — мексиканський футболіст, що грав на позиції півзахисника, зокрема, за клуб «Некакса», а також національну збірну Мексики.

## Клубна кар'єра
У футболі відомий виступами за команду «Некакса», кольори якої захищав з 1953 до 1960 року. 

## Виступи за збірну
1956 року дебютував в офіційних матчах у складі національної збірної Мексики. Протягом кар'єри у національній команді провів у її формі 8 матчів.
Був присутній в заявці збірної на чемпіонаті світу 1958 року у Швеції, але на поле не виходив.